# 全日本少年少女武道錬成大会 (合気道)
全日本少年少女武道錬成大会 （合気道）（ぜんにほんしょうねんしょうじょぶどうれんせいたいかい あいきどう）は、毎年夏に日本武道館で開催される、小中学生を対象とした合気道の全国大会。

## 概要
合気道を通して心身の錬磨と相互の親睦を図り、青少年の健全な育成を図る趣旨のもとに、毎年全国各地の道場に所属する数千名にものぼる小中学生が日本武道館に集結して開催される合気道の大会。
- 基本錬成は学年別で区分され準備運動、受身、膝行、基本技を行う。
- 演武錬成は各団体ごとに区分される。
- 模範演武は見学のみである。